# Finländska mästerskapet i fotboll 1911
Finländska mästerskapet i fotboll 1911 vanns av HJK Helsingfors.

## Finalomgång

### Semifinaler
| HJK Helsingfors | Helsingfors IFK | 0-0 | 0-0 | 4-0 |
| IFK Åbo         | Reipas Viborg   | (1) |     |     |

### Final
| HJK Helsingfors | IFK Åbo | 7-1 |

- HJK Helsingfors finländska mästare i fotboll 1911.